# 메트로바곤마시
메트로바곤마시(러시아어: Метровагонмаш, 1992년까지는 미티시 기계 제작소(Мытищинский машиностроительный завод)로 불림)는 러시아 미티시에 있는 운송 수단 제작 기업이다. 주 사업 영역은 구소련 및 동구권 도시철도 차량 제작, 유지 보수이며 자동차도 일부 생산한다. 현재는 트란스마시홀딩의 일부이다.
현재 총 관리자는 A. A. 안드례프이다.

## 역사

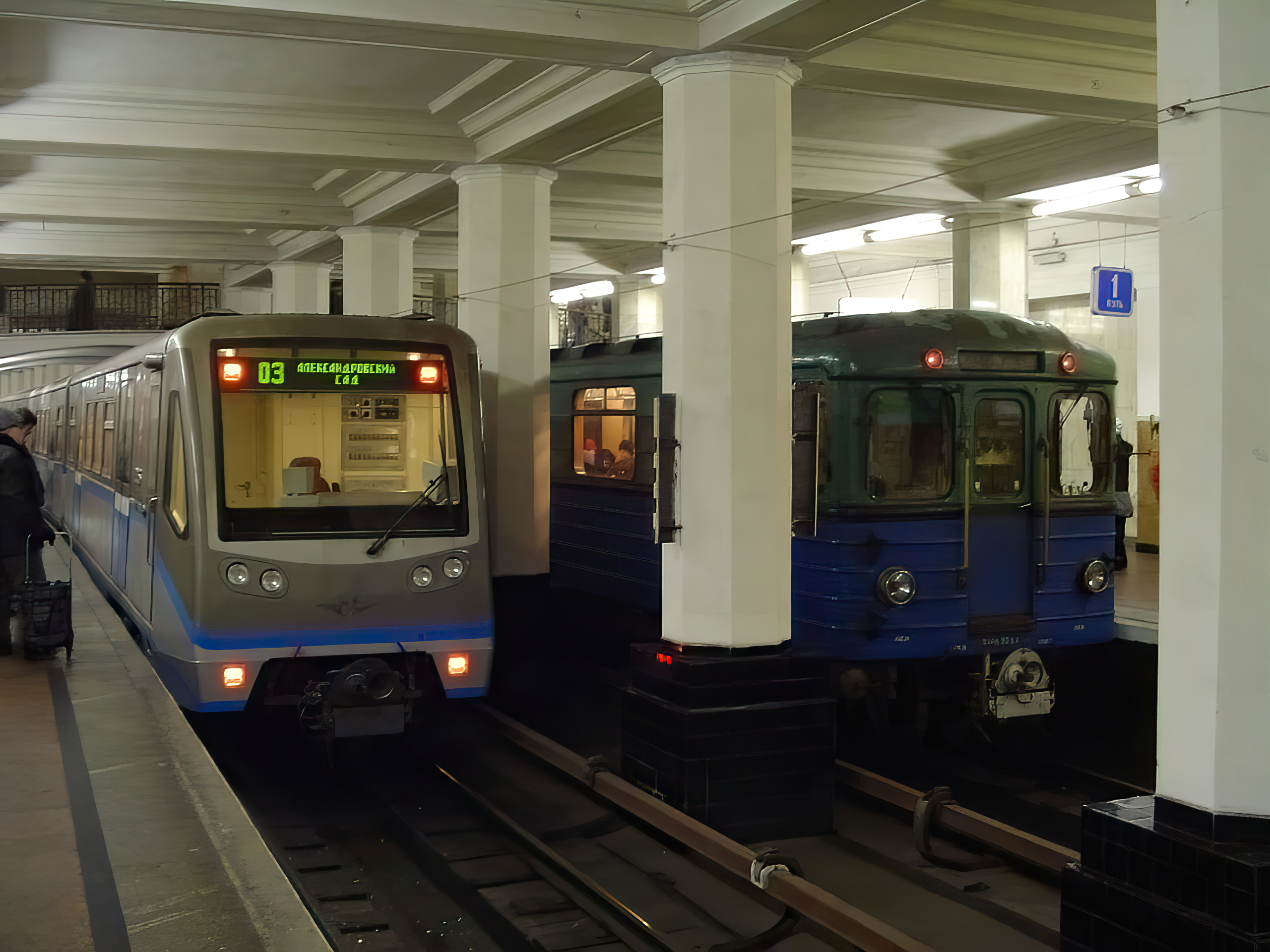
알렉산드롭스키 사드 역에 있는 81-740.1/741/1과 Ezh 차량

1895년 12월(율리우스력) 사바 마몬토프, K. D. 아르시부예프, A. B. 바리가 현재 회사의 전신인 모스크바 공동 차량 공장 설립을 지원하기로 했고, 1896년 1월 2일 니콜라이 2세가 설립을 허가하였다. 공식적인 개업식은 1897년 5월에 연렬으며, 주 생산 품목은 철도 차량, 자동차, 말 노면 전차이다.
1926년 아제르바이잔 바쿠-사분치, 1929년 모스크바-미티시 간 전기 철도 개업에 맞추어 최초의 전동차를 생산하였다. 1934년 5월에는 블라디캅카스 노면 전차의 광궤용 차량을 생산하였고, 1935년에는 모스크바 메트로 차량 생산을 시작하였다.
1943년에는 자주포 SU-76, 1945년에는 세미 트레일러 트랙을 생산하였다. 이 업적이 인정받아서 애국 훈장을 받았다. 1947년에는 ZIS-5B, ZIS-MMZ-05 트럭의 차체를 생산하였다. 1970-80년대에는 일일 200대의 차체를 생산하면서 소련 최대 차체 제작사가 되었으나, 1990년대부터 러시아의 트럭 제조 사업이 망하면서 생산 규모를 줄였다. 1972년에는 여객 차량에 연결할 수 있는 화물 세미 트레일러를 개발하였다.
1971년 진행된 자동차 공업 기술 개발로 1975년 10월 혁명 훈장을 받았다.
1992년 공개 회사가 되었으며, 2005년 트란스마시홀딩의 일부가 되었다.

## 생산 제품
| 제품 종류              | 호칭                   | 2006 | 2007 | 2008 |                        |
| ---------------------- | ---------------------- | ---- | ---- | ---- | ---------------------- |
| 도시철도 차량          | 81-714/717             | 87   | 121  | 171  | 2006년 사진            |
| 도시철도 차량          | 81-740/741             | 74   | 128  | 113  | 2007년 사진            |
| 단량 동차              | RA1                    | 32   |      | 2    | 톰스크에 있는 RA1      |
| 단량 동차              | RA2                    | 14   | 60   | 63   | 2007년 사진            |
| 단량 동차              | RA-B                   | 40   |      |      | 부다페스트에 있는 RA-B |
| 덤프 트럭 등 대형 차량 | 덤프 트럭 등 대형 차량 | 887  | 949  | 455  | 2006년 사진            |
| 도시철도 차량 개조     | 도시철도 차량 개조     | -    | 45   | 80   | 이즈마일로보 차량 기지 |

### 81-760
2011년부터 대량 생산이 이루어질 81-760 차량은 2008년 11월 모스크바에서 신차 시험이 이루어졌다. 기존 차량에 비해서 여객 및 운전사 공간이 강화되었다.
81-740 루시치 차량에 장착된 강제 배기 시스템이 장착되었다. 차량 중앙에 더 많은 손잡이가 설치되며, 좌석을 쉽게 뗄 수 없는 구조로 바꾸었다. 강화된 안전 기준에 의해 모든 내장재는 불연재를 사용한다. 운전실에는 냉난방 장치가 설치되며, 운전사를 위한 새로운 운전대와 의자가 설치되었다. 운전실 앞쪽으로는 비상 출구가 설치된다.

## 공장 구조
공장은 다음으로 나뉘어 있다. 현재 총 직원은 5,061 명이다.
- 주 공장
- 제철 공장
- 도구 공장
- 디자인 및 기술 서비스
- 복지 시설 (병원, 경기장, 식당, 보육원)

## 같이 보기
- 트랜스마시홀딩